# Postfață

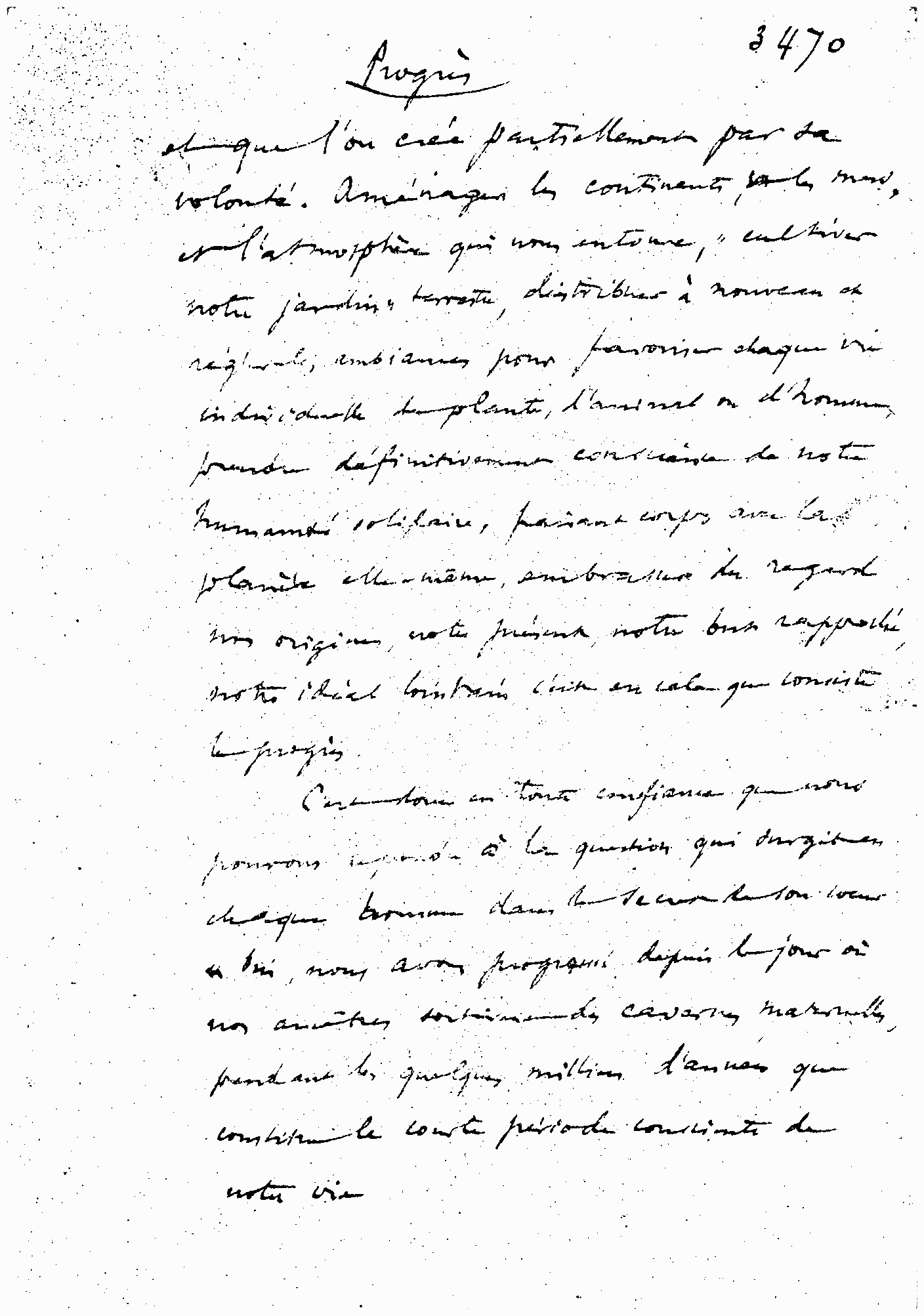
Pagina de postfață (après-propos) a cărții L'Homme et la Terre de Élisée Reclus.

O postfață este un text sau comentariu explicativ adăugat la sfârșitul unei cărți sau tipărituri, având rol de supliment sau de concluzie. Ea poate fi scrisă de către autorul cărții sau tipărituri sau de către o altă persoană. Postfața este separată de corpul principal al cărții și este plasată în paginile anexe, adică la sfârșitul documentului. Chiar dacă poate servi pe post de concluzie, postfața prezintă informații care nu sunt esențiale pentru opera literară, dar care sunt, totuși, considerate relevante. Acele informații pot încurca cititorul, de aceea sunt plasate la sfârșitul cărții. Spre deosebire de postfață, prefața este un text sau comentariu explicativ situat la începutul cărții.
În concluzie, postfață poate prezenta o deschidere sau o extindere spre noi oportunități de cercetare, spre noi probleme care trebuie tratate sau spre o chestiune mai generală relaționată cu subiectele tratate în carte.

## Istoria cuvântului
Cuvântul „postfață” își are originea în termenul francez postface, care este format din prefixul latin post- și din elementul -face derivat din cuvântul préface. Echivalentul pur în limba franceză est pură, prin urmare, après-propos. Dicționarul Trésor de la langue française, elaborat de Émile Littré, menționează că prima postfață a fost scrisă în 1736 de Voltaire. Cu toate acestea, acest cuvânt apare în 1730, în titlul lucrării L'Éloge de rien, dédié à personne, avec une postface, o operă burlescă scrisă de Louis Coquelet.